# Dysderina insularum
Dysderina insularum là một loài nhện trong họ Oonopidae.
Loài này thuộc chi Dysderina. Dysderina insularum được Carl Friedrich Roewer miêu tả năm 1963.